# Три могилы
«Три могилы» (англ. The Three Burials of Melquiades Estrada) — художественный фильм американского актёра и режиссёра Томми Ли Джонса, снятый в 2005 году по сценарию мексиканского писателя Гильермо Арриаги. Сюжет был навеян реальным убийством американского студента Эсекиеля Эрнандеса в ходе военной операции вблизи американо-мексиканской границы.

## Сюжет
Мексиканский нелегал Мелькиадес Эстрада, последние пять лет работавший на Пита Перкинса, ставшего в дальнейшем его лучшим другом, на его ранчо в Техасе пас скот и был немотивированно застрелен пограничным патрульным Майклом Нортоном. Новичок на границе, недавно перебравшийся в Техас из Цинциннати, Нортон принял стрелявшего в койотов Мелькиадеса за потенциального нарушителя, открыл ответный прицельный огонь и вторым выстрелом уложил невинного пастуха. Желая скрыть происшедшее, он закопал тело в вырытую невдалеке могилу, но привлечённые запахом тления звери вырыли труп, который вскоре был замечен охотниками.
Шериф Бельмонт, не имея особого желания утруждать себя излишним расследованием происшедшего, даёт распоряжение без промедления захоронить Мелькиадеса Эстраду на городском кладбище. После ряда безуспешных попыток образумить Бельмонта, Пит Перкинс самостоятельно дознался о том, кто был истинным убийцей его друга. Памятуя о данном некогда Мелькиадесу обещании непременно похоронить его на родной земле, движимый местью Перкинс под угрозой оружия заставляет Нортона выкопать тело убитого им пастуха и сопровождать их обоих на пути в Мексику.
Узнав о случившемся, пограничники спешно организовали погоню, но упрямый в своей безумной воле Перкинс, преодолев все возникшие на его пути трудности, довёл свой импровизированный караван до цели. Там он вынудил Нортона самолично перезахоронить тело Мелькиадеса Эстрады в третью по счёту могилу. Исполненный благородного чувства выполненного долга, Перкинс отпускает Нортона.

## В ролях
- Томми Ли Джонс — Пит Перкинс
- Барри Пеппер — Майк Нортон
- Хулио Седилло — Мелькиадес Эстрада
- Дуайт Йоакам — Бельмонт
- Дженьюари Джонс — Лоу Энн Нортон
- Мелисса Лео — Рэйчел
- Ванесса Бауче — Марианна
- Левон Хелм — слепой старик
- Мел Родригес — Гомес
- Сесилия Суарез — Роза
- Игнасио Гваделупе — Люсио

## Награды и номинации
- 2005 — два приза Каннского кинофестиваля: приз за лучшую мужскую роль (Томми Ли Джонс) и приз за лучший сценарий (Гильермо Арриага).
- 2005 — Гран-при Гентского кинофестиваля (Томми Ли Джонс).
- 2005 — номинация на премию «Золотая лягушка» фестиваля операторского искусства Camerimage (Крис Менгес).
- 2005 — номинация на премию «Спутник» за лучшую мужскую роль (Томми Ли Джонс).
- 2006 — четыре номинации на премию «Независимый дух»: лучший фильм, лучший сценарий (Гильермо Арриага), лучшая мужская роль второго плана (Барри Пеппер), лучшая операторская работа (Крис Менгес).